# Klaus Peter Rippe
Klaus Peter Rippe (* 1959 in Kassel) ist ein deutscher Philosoph und Hochschullehrer.

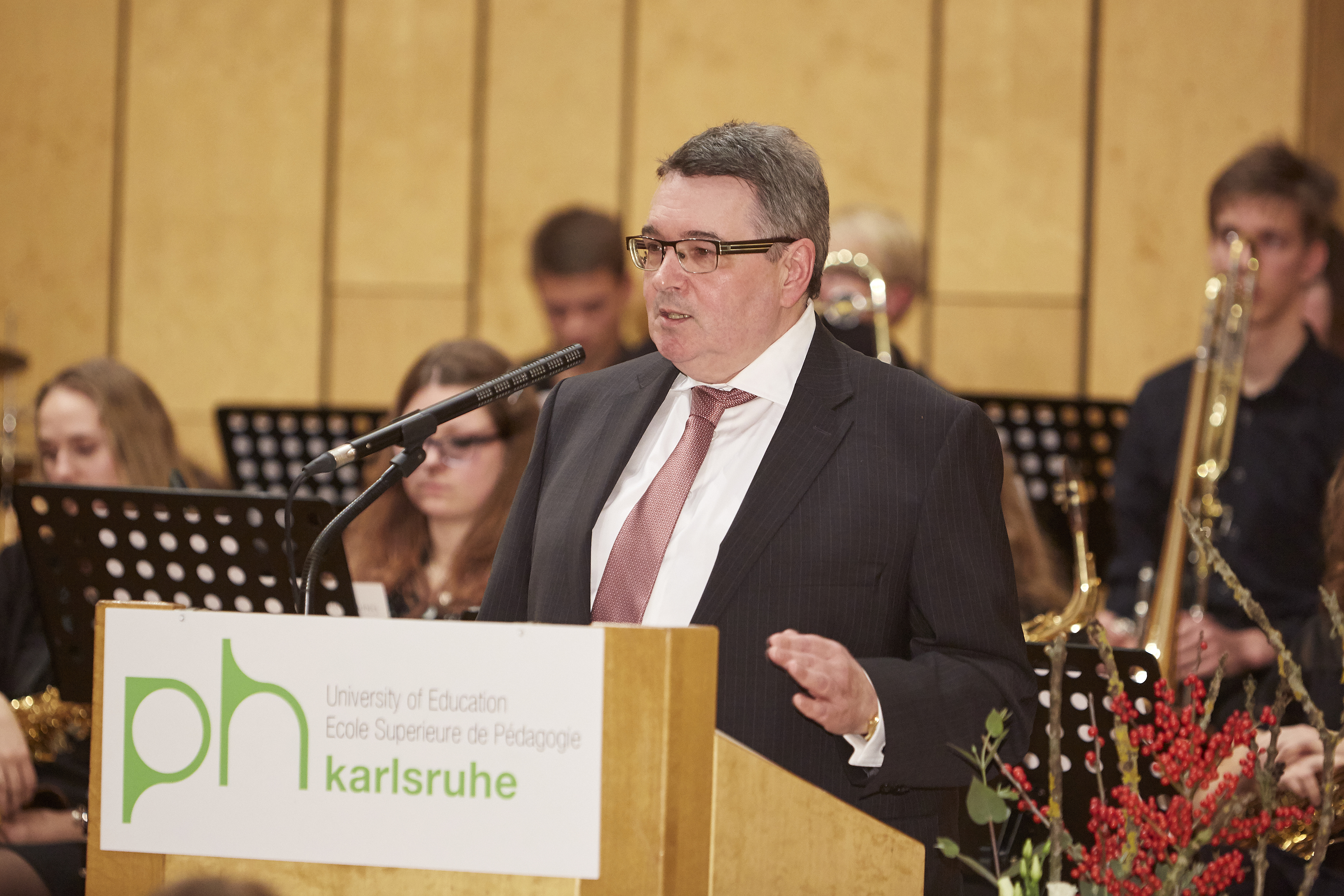
Klaus Peter Rippe, vor 2017

## Leben
Rippe wuchs im nordhessischen Dorf Helsa auf, wo seine Eltern einen Tante-Emma-Laden betrieben. Er studierte Philosophie, Geschichte und Ethnologie an der Georg-August-Universität Göttingen. Nach der Promotion 1989 mit einer Arbeit zum Thema „Grenzen und Geltung des ethischen Relativismus“ war er wissenschaftlicher Mitarbeiter an den Universitäten Saarbrücken, Mainz und Zürich. Er habilitierte sich 2002 an der Universität Zürich. Danach arbeitete er in der Schweiz bei einer Beratungsfirma, die ethische Gutachten erstellte. 2008 nahm er einen Ruf auf eine Professur für Praktische Philosophie an der Pädagogischen Hochschule Karlsruhe an. Mit seiner Frau lebt er weiterhin in Zürich.
Klaus Peter Rippe ist Mitglied der „Europäischen Akademie der Wissenschaften und Künste“. Seit 2015 ist er Präsident der „Eidgenössischen Ethikkommission für die Biotechnologie im Ausserhumanbereich“. Dieses Amt hatte er bereits in den Jahren 2000–2011 inne. In seine Amtszeit fällt 2008 auch die Verleihung des Friedens-Ig-Nobelpreises an die Kommission für ihren Bericht «Würde der Kreatur bei Pflanzen – Die moralische Berücksichtigung von Pflanzen um ihrer selbst willen»
2016 wurde er zum Rektor der Pädagogischen Hochschule Karlsruhe gewählt.

## Forschungsschwerpunkte
Rippe beschäftigt sich mit Fragen der Angewandten Ethik und veröffentlicht insbesondere zu Themen der Tier-, Wirtschafts- und Risikoethik.

## Publikationen (Auswahl)

### Monographien
- Risiko und Ungewissheit bei der Entsorgung radioaktiver Materialien. vdf Hochschulverlag, Zürich 2016, ISBN 978-3-7281-3750-0
- Ethik in der Wirtschaft. mentis Verlag, Paderborn 2010, ISBN 978-3-89785-686-8
- Ethik im außerhumanen Bereich. mentis Verlag, Paderborn 2008, ISBN 978-3-89785-659-2
- Gene patentieren. Eine ethische Analyse (zus. mit Norbert Anwander, Andreas Bachmann, Peter Schaber). mentis Verlag, Paderborn 2002, ISBN 978-3-89785-272-3
- mit Philipp Balzer und Peter Schaber: Menschenwürde verus Würde der Kreatur. Begriffsklärung, Gentechnik, Ethikkommissionen. Karl Alber, Freiburg 1998; 2., unveränderte Auflage 1999, ISBN 978-3-495-47891-2.
- Ethischer Relativismus: Seine Grenzen, seine Geltung. Schöningh, Paderborn 1993, ISBN 978-3-89785-021-7

### Herausgeberschaft
- Tierisch Menschlich. Beiträge zur Tierphilosophie und Tierethik (Hrsg. zus. mit Urs Thurnherr). Harald Fischer Verlag, Erlangen 2013, ISBN 978-3-89131-531-6
- Ethik ohne Dogmen. Aufsätze für Günther Patzig (zus. mit Achim Stephan). Mentis Verlag, 2001 Paderborn, ISBN 978-3-89785-195-5
- Philosophie und Sex (zus. mit Philipp Balzer). Deutscher Taschenbuch Verlag, München 2000, ISBN 978-3-423-30728-4
- Angewandte Ethik in der pluralistischen Gesellschaft. Freiburger Universitätsverlag, Fribourg 1999, ISBN 978-3-7278-1175-3
- Tugendethik (Hrsg. zus. mit Peter Schaber). Reclam, Stuttgart 1998, ISBN 978-3-15-009740-3, Reclam UB 9740.